# Meret Oppenheim

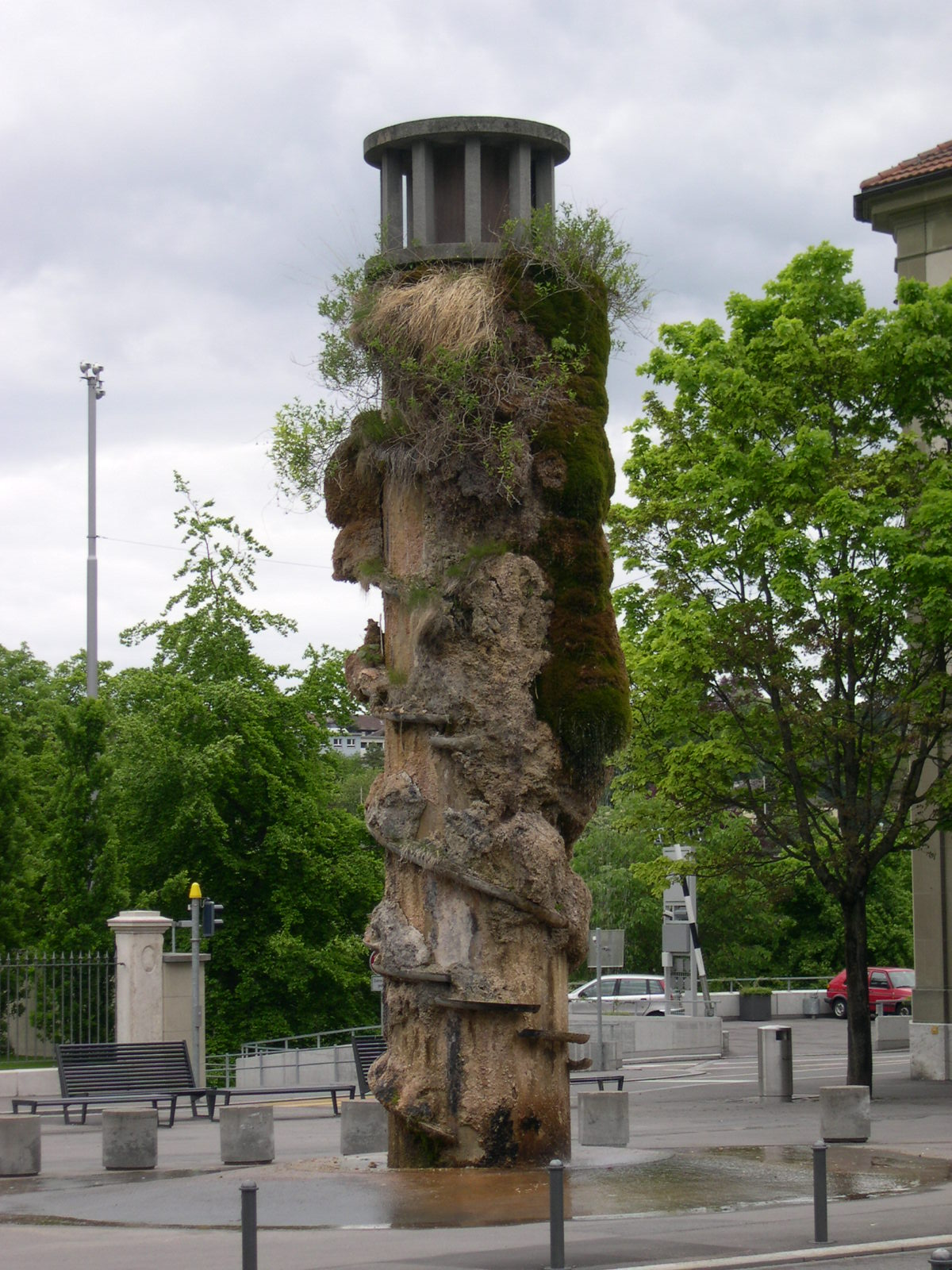
Symbol des Wachsens und des Lebens (Oppenheimbrunnen) in Bern

Meret Oppenheim (Berlijn, 6 oktober 1913 – Bazel, 15 november 1985) was een Duitse schilder, beeldhouwer en objectkunstenaar. Haar werk wordt gerekend tot de kunststromingen surrealisme en dada.

## Leven en werk
Meret Oppenheim, het eerste kind van de Duitse arts Erich Alfons Oppenheim en de Zwitserse Eva Wenger, werd geboren in Berlijn, maar bracht haar jeugd gedurende de Eerste Wereldoorlog door met haar moeder in Delémont in de Berner Jura, waar haar grootmoeder van moederszijde, de schrijfster en schilderes Lisa Wenger, woonde. Vanaf 1918 vestigde de familie zich in Steinen in Zuid-Duitsland, waar zij tot 1932 bleef wonen. Door haar kunstzinnig ingestelde familie, die vaak kunstenaars uitnodigde, maakte Oppenheim al op jeugdige leeftijd kennis met kunstenaars, zoals de schrijver Hermann Hesse, die enige tijd gehuwd was met haar tante Ruth Wenger. Op jeugdige leeftijd bezocht zij een Bauhaus-tentoonstelling in de Kunsthalle Basel, waar zij kennis maakte met de abstracte kunst van Paul Klee. In 1931 begon Oppenheim met schilderen. Zij had contact met enkele kunstenaars in Basel, waarmee zij later de kunstenaarsgroep Gruppe 33 zou vormen.
Oppenheim was ook actief als sieraadontwerper, reconstructies van haar sieraden bevinden zich in de collectie van het Design Museum Den Bosch.

### Parijs
In 1932 reisde zij met een bevriende kunstenares naar Parijs, waar zij zich inschreef aan de Académie de la Grande Chaumière en kennis maakte met Alberto Giacometti en Jean Arp, die onder de indruk waren van haar werk. Zij exposeerde op hun uitnodiging tijdens de Salon des Indépendants van 1933 met de surrealisten. Hierna kwam zij ook in contact met de kring rond André Breton, Marcel Duchamp en Max Ernst. Ze kreeg de bijnaam de muze van de surrealisten, een benaming die zij later tegensprak. Man Ray maakte een beroemd geworden fotoserie van haar. Door haar originaliteit en durf bevestigde zij haar reputatie in de surrealistische beweging. In 1936 begon zij zich meer met objectkunst bezig te houden en kreeg zij in Bazel haar eerste solotentoonstelling.

### Bazel
Ondanks haar succes in Parijs keerde Oppenheim in 1937 terug naar Bazel. Haar roem —mede door de sterrenstatus die Man Ray haar had verschaft— ervoer ze als een harnas, en ze werd gekweld door depressies en twijfel. In de luwte van het cultureel zeer provinciaalse Bazel probeerde ze zich over een knellend gebrek aan inspiratie en een existentiële twijfel aan haar artistieke kunnen heen te zetten. Zij ontmoette in Zwitserland een complete afwijzing der moderne kunst en ging technische vaardigheden studeren aan de Kunstgewerbeschule in Bazel. In 1939 verliet zij deze opleiding weer. Ze trof regelmatig de leden van Gruppe 33, een groepering zonder programma maar duidelijk antifascistisch. Haar kunstenaarscrisis duurde nog tot de vijftiger jaren. Zelf schreef ze daarover: "Er lukte weinig. Als het een beeld per jaar was, dan was het veel. (...) Pas tegen 1954 kreeg ik het gevoel dat het weer wat beter begon te gaan, met mij en mijn werken."

### Bern
In 1948 trad zij in het huwelijk met Wolfgang La Roche, die zij sinds 1945 kende, en verhuisde naar Bern. In 1954 richtte zij haar atelier in, omdat zij zich bevrijd voelde en weer in staat te scheppen. In 1959 exposeerde zij bij Cordier in Parijs gedurende de tentoonstelling Eros haar werken: Ma Gouvernante, Das Eichhörnchen, Miss Gardénia en Kannibalenfestmal, die haar hardnekkigheid iets nieuws te creëren toonden. Het zou haar laatste expositie met de surrealisten zijn.
Van 1972 tot 1985 leefde zij afwisselend in Bern en Parijs. In 1975 kreeg zij de kunstprijs van de stad Bazel en in 1982 de grote prijs van de stad Berlijn, waarmee ze weer volledig in het middelpunt der belangstelling stond. Zij werd uitgenodigd voor deelname aan documenta 7 van 1982 in Kassel en kreeg van de stad Bern de opdracht een fontein/sculptuur te maken voor de Waisenhausplatz. Dat resulteerde in 1983 in de Oppenheimbrunnen, een werk dat tot na haar dood in 1985 aanleiding gaf tot felle discussies en zeer omstreden was. In 1985 volgde de opdracht voor een gelijkaardig werk voor de Jardins de l'ancienne école Polytechnique in Parijs (Die Spirale) en werd zij lid van de Akademie der Künste in Berlijn.

## Le déjeuner en fourrure
Het bekendste werk van Meret Oppenheim is Le Déjeuner en fourrure uit 1936. De sculptuur bestaat uit een kop-en-schotel met een lepeltje, welke voorwerpen door de kunstenares werden ingepakt in bont, hiertoe geïnspireerd door Pablo Picasso en Dora Maar, die haar in bont gepakte armband bewonderden en informeerden of zij dat ook met een kop-en-schotel kon doen. Het object werd in Parijs vervaardigd en getoond tijdens de tentoonstelling Fantastic Art, Dada, Surrealism in New York. Sindsdien maakt het deel uit van de collectie van het Museum of Modern Art (MoMA) in New York.

## Collectie Kunstmuseum Bern
Na haar dood liet Meret Oppenheim een derde gedeelte van haar werk na aan het Kunstmuseum Bern in Bern, de stad waar haar werk zo vijandig was ontvangen. Het museum organiseerde in 2001 de tentoonstelling Hommage an Meret Oppenheim. De tentoonstelling was samengesteld uit eigen bezit, aangevuld met bruiklenen van particulieren en enkele foto's van Man Ray uit de in 1934 gemaakte fotoserie Érotique voilée, die mede had bijgedragen aan haar bijnaam Muze der Surrealisten.
In 2006 werd in het museum een omvangrijke retrospectieve getoond met 220 schilderijen, tekeningen en objecten. Het was de grootste tentoonstelling ooit van haar oeuvre.

## Citaat
Een uitspraak van Meret Oppenheim in haar dankwoord voor de kunstprijs Bazel, 1975:

Die Freiheit wird einem nicht gegeben, man muss sie nehmen.